# Phaleria angustifolia
Phaleria angustifolia är en tibastväxtart som beskrevs av A. C. Smith. Phaleria angustifolia ingår i släktet Phaleria och familjen tibastväxter. Inga underarter finns listade i Catalogue of Life.